# Vitörad kolibri
Vitörad kolibri (Basilinna leucotis) är en fågel i familjen kolibrier. Den förekommer huvudsakligen i Centralamerika men ses också årligen i sydligaste USA.

## Utseende och läten
Vitörad kolibri är en 9–10 cm lång kolibri med rak svartspetsad röd näbb. Den liknar brednäbbad kolibri men har kortare och rakare näbb och rundare hubud. I alla dräkter är ett brett vitt band från ögat och bakåt karakteristiskt. Vidare har den mörk stjärt med gröna centrala stjärtpennor. Hanen är mörkgrön med blåviolett på panna och strupe. Honan är ljusare, mörkast på örontäckarna, och med gröna fläckar på vit botten på undersidan. Båda köänen har svartaktiga vingar och vit undergump.
Sången består av en serie tjippande ljud som alterneras med korta skallrande abrupta toner. Lätet är ett ljust tjippande likt rivolikolibrin.

## Utbredning och systematik
Vitörad kolibri delas in i tre underarter med följande utbredning:
- Basilinna borealis – förekommer i sydöstra Arizona i USA och norra Mexiko
- Basilinna leucotis – förekommer i centrala och södra Mexiko samt Guatemala
- Basilinna pygmaea – förekommer i El Salvador, Honduras och Nicaragua

Tidigare placerades den i släktet Hylocharis, och vissa gör det fortfarande, men genetiska studier visar att detta är felaktigt.

## Levnadssätt
Vitörad kolibri hittas i bergsbelägna tall- och ekskogar på mellan 1200 och 3500 meters höjd. I USA ses den vanligen vid fågelmatningar. Födan består av nektar från blomande agave, Bidens, olika Salvia-arter, Penstemon och Cuphea. Fågeln häckar mars–augusti i norra och centrala Mexiko, i södra Mexiko maj–augusti och november–februari, möjligen året runt.

## Status och hot
Arten har ett stort utbredningsområde, men tros minska i antal, dock inte tillräckligt kraftigt för att den ska betraktas som hotad. Internationella naturvårdsunionen IUCN listar arten som livskraftig (LC). Beståndet uppskattas till två miljoner vuxna individer.